# Rjava škatlica
Rjava škatlica je slovenska prekmurska ljudska pravljica. Govori o revnem sinu, ki reši mlado kačo iz pasti in v zameno dobi čarobno rjavo škatlico. Zapisala jo je Kata Kerec, iz zapuščine Julija Kontlerja.

## Pravljica
Živela je siromašna mati, ki je s svojim sinom prebivala v leseni koči ob robu gozda. Mati je doma skrbela za kravico, ki jima je dajala mleko, sin pa je v gozdu nabiral jagode in gozdne sadeže ter prinašal domov strtino, da sta bila čez zimo na toplem. Ko se je nekega dne spet potikal po gozdu, je med grmovjem zagledal zajcem nastavljen skobec, v katerega se je ujela mlada kača. Revica se je na vse načine trudila, da bi se rešila železnega objema, vendar ji ni uspelo. Dečku se je kača zasmilila, stopil je k njej in jo osvobodil. Zdaj pa je kačica spregovorila:
 
»Prijatelj, ker si mi rešil življenje, ti bom pomagala, da se otreseš revščine. Jaz nisem navadna kača. Moj oče je kačji kralj in zato me odnesi domov k njemu. V zahvalo ti bo ponujal zlato in srebro, toda ti ga prosi samo za tisto rjavo škatlico, ki jo ima na omari.«

Dečko je vzel kačico in jo odnesel k njenemu očetu. Kačji kralj je bil ves srečen, ker mu je dečko rešil otroka, in mu ponujal zlata in srebra, kolikor bi hotel, toda dečko mu je rekel, da če ga že hoče nagraditi, naj mu da tisto rjavo škatlico na omari. Kralj mu jo je res dal in mu rekel:

»Dobro si izbral, ker je ta škatlica najdragocenejše, kar imam pri hiši. Dam ti jo, toda pametno ravnaj z njo. Če boš kaj potreboval, samo trikrat poklonkaj nanjo in dobil boš vse, kar si boš želel.«

Dečko se je lepo zahvalil kralju za darilo, se poslovil od njega in njegove hčere in odšel iz gradu. Toda zunaj je bila že trda tema, in ker se je bal, da bi zablodil v gozdu, je poklonkal na škatlico in rekel:

»Želim si zlatega konja in dvesto vojakov, ki mi bodo kazali pot domov!«

Komaj je to povedal, že se je škatlica odprla in iz nje je skočil zlat konj, za njim pa dvesto vojakov z ostrimi sabljami v rokah. Dečko je zajahal konja in vojaki so mu pokazali pot domov. Ko so ga pripeljali do koče, so s konjem vred spet izginili v škatli.

Zjutraj je rekel dečko materi:

»Mati, oženil bi se rad. Stopite h kralju in mu povejte, da želim imeti za ženo njegovo hčer. Za doto ga ne prosim nič drugega kakor polovico kraljestva.«

Mati je šla h kralju in mu povedala, kaj ji je sin naročil.

»Dobro, dam mu svojo edino hčer za ženo in tudi polovico kraljestva, toda izpolniti mora tri pogoje. Glej, tam pred mojim gradom je breg, obrasel s stoletnim drevjem. To drevje mora izkrčiti, preorati zemljo in jo zasejati z žitom. Žito mora požeti, omlatiti in zmleti ter iz moke speči kruh, ki ga bom imel jutri, ko vzide sonce, za zajtrk. Ako tega ne stori, mu gre glava.«

Mati gre domov in joka po vsej poti, doma pa pove sinu, kaj ji je kralj naročil.

»Nič ne jokajte, draga mati,« je rekel sin. »Vse bo narejeno kakor je kralj naročil.«

Poklonkal je na škatlo in zapovedal:

»Izkrčite drevje, ki raste na bregu pred kraljevim gradom. Zemljo preorjite, posejajte žito in ga požejte, zmeljite zrnje in iz te moke mi prinesite kolač kruha, še preden se sonce prikaže.«

Sonce se je še skrivalo za gorami, ko je dečkova mati že poklonkala na kraljeva vrata.

»Milostljivi kralj, prinesla sem vam kruh za zajtrk,« je rekla in prosila kralja, naj pove drugo nalogo za njenega sina.

Kralj je vzel od matere kruh in rekel:

»Za mojim gradom je breg, kjer ne raste nobena bilka. Povej sinu, da mora ta breg prekopati in v to zemljo vsaditi trto, ki mora še ponoči roditi. Iz grozdja mora sprešati mošt in mi ga prinesti za zajtrk, še preden se sonce prikaže nebu.«

Mati se vrača domov in joka po vsej poti, joka tako močno, da si zmoči naglavni robec, s katerim si je brisala solte.

»Nikar ne jokajte, draga mati,« ji reče sin, ko mu je povedala kaj zahteva kralj. »Vse bo narejeno, kakor je kralj naročil.«

Spet vzame svojo škatlico, poklonka nanjo in zapove:

»Na bregu za kraljevim gradom je pusta zemlja. To zemljo prekopajte in zasadite s trto, ki mora še ponoči roditi. Sprešajte grozdje in mi prinesite sodček vina, še preden se sonce prikaže na nebu.«

Sonce je bilo še daleč za gorami, ko je potrkala mati kralju na vrata in mu izročila sodček mladega vina.

Kralj vzame vino in reče materi:

»Vidim, žemska, da je tvoj sin vreden, da postane moj zet, toda svoje hčere vendar ne morem pustiti v tvojo leseno kočo. Zato povej sinu, da mora tam, kjer stoji vajina koča, še nocoj sezidati grad. Grad mora biti velik kot moj, stene morajo biti iz čistega srebra, okna in dveri pa it čistega zlata.«

Šele zdaj je jokala ubaga mati! Ni bilo suhega mesta na njenem predpasniku, tako ga je zmočila s solzami. Ni si mogla zamisliti, kje naj bi dobil njen sin toliko srebra in zlata.

»Ne jočite, mati,« ji je rekel sin, ko mu je povedala, kaj ji je zapovedal kralj. »Vse bo narejeno, kakor je naročil.«

Spet vzame škatlico v roke in zapove svojim vojakom:

»Tu, kjer stoji najina koča, mi sezidajte grad. Večji in lepši mora biti, kakor je kraljev. Stene kaj bodo iz srebra, okna in dveri pa iz čistega zlata.«

Sonce se še ni prikazalo na nabu, že je bil grad sezidan. Stene so bile srebrne, dveri in okna zlata. Od dečkovega gradu do kraljevega je bil zgrajen železen most in na njem so cvetele rožice, na ograji pa so prepevali ptički.

Naslednji dan je dobil dečko kraljevo hčer za ženo. Štirinajst dni je trajala gostija pri kralju, štirinajst dni pa se je nadaljevala v srebrnem dečkovem gradu. Niso imeli kuharic in strežnikov, vendar je bilo vsega dobrega toliko, da bi se tudi mi najedli, če bi znali k srebrnemu gradu.

## Analiza pravljice
- pripovedovalec: tretjeosebni, vsevedni;
- književne osebe: 
  - glavni lik: sin
  - mati,
  - mlada kača, kačji kralj (prijazni, hvaležni živali),
  - kralj;
- književni prostor: ni znan (gozd, ob robu gozda, grad);
- književni čas: ni znan (nekega dne);
- slogovne značilnosti:
  - pomanjševalnice: škatlica, sodček, ptički, rožice;
  - ukrasni pridevki: srebrni grad, zlata okna, zlati konj, stoletno drevje, draga mati ...;
  - personificirane živali: kača, kačji kralj;
- motiv: motiv hvaležnih živali (kača pomaga dečku, ker jo je rešil iz pasti);
- konec je srečen.

## Analiza pravljice poAlenki Goljevšček
- izročenost: kralj določi, kaj mora deček storiti, da se bo lahko poročil z njegovo hčerko;
- selstvo: potovanje na in s kačjega gradu;
- zajedalstvo: junak dela ne opravi sam, temveč čarobna rjava škatlica;
- milenarizem: zaradi dobrega srca je deček rešil kačo, dobil čarobno rjavo škatlico, uspešno opravil naloge in je nagrajen s poroko s kraljevo hčerko.

## Ljudske značilnosti
- avtor ni znan;
- književne osebe niso imenovane;
- narečne besede: dečko, dveri, poklonkati;
- pravljično število: tri (tri naloge);
- predmet z nadnaravno močjo: rjava škatlica.
- obstaja inačica, ki se razlikuje le v začetku in je zabeležena na posebnem listu

## Motivno-tematske povezave
- motiv hvaležnih živali: Slepi bratec, Račke, mravlje in čebelice

## Značilnosti vseh pripovedi iz knjige Slepi bratec: Prekmurske ljudske pripovedi
- Izbrane prekmurske ljudske pripovedke in pravljice.
- Avtor ni znan.
- Čutijo se zgodovinski vplivi: 
  - verski (širjenje protestantizma) in
  - izoliranost Prekmurja od ostalih delov Slovenije (narečje se močno razlikuje od slovenskega knjižnega jezika).
- Tematski poudarek na milenarizmu: zaradi dobrote so glavni literarni liki na koncu bogato nagrajeni.
- Pogosto omenjena revščina: junaki gredo po svetu iskat srečo (O treh grahih, Zviti Martin)
- Pogosti motivi: 
  - treh bratov (Račke, mravlje in čebelice, Slepi bratec, Zlato jabolko), tudi treh hčera (Tri revne deklice);
  - hvaležnih živali (Račke, mravlje in čebelice, Slepi bratec, Rjava škatlica);
  - hudiča (Tri revne deklice).
- Slogovne značilnosti: 
  - pomanjševalnice,
  - ponavljanja,
  - ukrasni pridevki,
  - narečne besede,
  - pravljična števila (najpogostejše število tri),
  - potovanje je prestavljeno v sfero čudežnega: ni časovnih ovir, prevelikh razdalj.
- Književne osebe:
  - realne ali fantastične;
  - liki so poimenovani po poklicu, družbenem položaju, običajno predstavljajo isto lastnost (mačeha – zlobna, kraljična – lepa), kadar imajo imena so tipično prekmurska;
  - črno-belo slikanje oseb (hudoben – dober, reven – bogat);
  - personificirani liki: živali, rastline, predmeti;
  - nastopajo vile sojenice, grofi, kralji, zaklete kraljične, dobri starčki in starke, človeku prijazne živali (največkrat petelin, tudi kače), hudobne čarovnice in čarovniki, krvoločni zmaji, razbojniki; Ogri, Romi ...